# EADA Business School

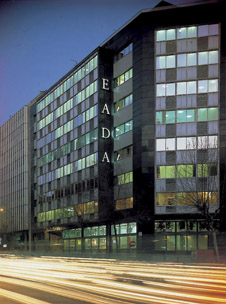
EADA Business School

Die EADA Business School (Escuela de Alta Dirección y Administración) ist eine international ausgerichtete Business School mit Sitz in der katalanischen Hauptstadt Barcelona. Seit ihrer Gründung haben über 120.000 Studierende aus über 50 Staaten an der EADA studiert.

## Geschichte
Die EADA wurde 1957 zunächst als Management-Beratungsunternehmen gegründet. Sie war eine der ersten Bildungsinstitutionen, die in Spanien Ausbildungsprogramme anbot, die auf Manager zugeschnitten waren. 1967 wurde die EADA in eine Gesellschaft mit beschränkter Haftung umgewandelt, deren Anteile den Gründern, aber auch Mitarbeitern gehörten. 1990 zog die Business School in die Aragó-Straße und erwarb das Collbató Residential Centre.

## Zusammenarbeit mit der Praxis
Die EADA arbeitet mit ca. 350 Unternehmen zusammen, um den Praxisgehalt der Ausbildung zu gewährleisten und ein Absolventennetzwerk zur Verfügung stellen zu können.

## Rankings und Akkreditierungen
Im Ranking der Financial Times 2011 rangierte die EADA unter den 4 besten Business Schools in Spanien und auf Platz 94 weltweit. EADA ist EQUIS- and AMBA-akkreditiert.